# بيل بريدجز (كرة سلة)
بيل بريدجز (بالإنجليزية: Bill Bridges)‏ مواليد 4 أبريل 1939 في هوبز - الوفاة 25 سبتمبر 2015، كان لاعب كرة سلة أمريكي. بدأ مسيرته الاحترافية في سنة 1961. تم اختياره من قبل فريق واشنطن ويزاردز خلال الدرافت. بلغ طوله 6 قدم 6 بوصة (2.0 م). اعتزل اللعب في 1975. فاز بلقب دوري إن بي إيه. شارك 3 مرات في مباراة كل النجوم.

## المسيرة الاحترافية
لعب مع أتلانتا هوكس من سنة 1962 إلى 1972، ثم لعب مع فيلادلفيا سفنتي سيكسرز من سنة 1971 إلى 1973، ثم لعب مع لوس أنجلوس ليكرز من سنة 1972 إلى 1975، ثم لعب مع غولدن ستايت ووريورز في سنة 1975.

## روابط خارجية
- بيل بريدجز على موقع إن بي أي (الإنجليزية)
- بيل بريدجز على موقع سبورتس رفرنس (الإنجليزية)
- بيل بريدجز على موقع كلية كرة السلة في سبورتس رفرنس.كوم (الإنجليزية)
- بيل بريدجز على موقع ريلجم (الإنجليزية)
- بيل بريدجز على موقع بروبوليرز (الإنجليزية)
- بيل بريدجز على موقع قاعة كنساس للمشاهير الرياضية (مؤرشف) (الإنجليزية)
- بيل بريدجز على موقع قاعة نيو مكسيكو للمشاهير الرياضية (الإنجليزية)